# Сухая Берёзовка (приток Берёзовки)

Сухая Берёзовка — река в России, протекает в Бобровском районе Воронежской области. Левый приток Берёзовки.

## География
Река Сухая Берёзовка берёт начало у северо-западной окраины города Бобров. Течёт на север через село Сухая Берёзовка. Устье реки находится в 22 км по левому берегу реки Берёзовка. Длина реки составляет 19 км, площадь водосборного бассейна 104 км².

## Данные водного реестра
По данным государственного водного реестра России относится к Донскому бассейновому округу, водохозяйственный участок реки — Дон от города Лиски до города Павловск, без реки Битюг, речной подбассейн реки — бассейны притоков Дона до впадения Хопра. Речной бассейн реки — Дон (российская часть бассейна).
По данным геоинформационной системы водохозяйственного районирования территории РФ, подготовленной Федеральным агентством водных ресурсов:
- Код водного объекта в государственном водном реестре — 05010101012107000003688
- Код по гидрологической изученности (ГИ) — 107000368
- Код бассейна — 05.01.01.010
- Номер тома по ГИ — 07
- Выпуск по ГИ — 0